# Stejnopohlavní manželství v Estonsku
Stejnopohlavní manželství se v dohledné době stane v Estonsku legálním. Po parlamentních volbách v březnu 2023 se třetí vláda Kaji Kallasové sestávající z Reformní strany, Sociálních demokratů a Estonia 200 zavázala přijmout zákon, který umožní všem párům bez ohledu na pohlaví uzavírání sňatků. Návrh příslušného zákona byl předložen estonskému jednokomorovému parlamentu Riigikogu v květnu 2023. 20. června téhož roku jej pak Riigikogu přijal v poměru hlasů 55:34. Estonský prezident Alar Karis jej podepsal 27. června.  Účinným se stane 1. ledna 2024.
Od 1. ledna 2016 platil v Estonsku zákon o registrovaném partnerství, které garantovalo homosexuálním párům žijícím v něm určitá práva a povinnosti vyplývající z manželství.

## Registrované partnerství

### Historie
V prosinci 2005 zpracovalo estonské Ministerstvo spravedlnosti nový zákon o rodině explicitně definující manželství jako svazek jednoho muže a jedné ženy, což zahájilo veřejnou diskuzi na téma právního uznání stejnopohlavních svazků. Za tou stálo Ministerstvo sociálních věcí, které mělo k novému zákonu výhrady.
Do veřejné debaty se zapojilo několik LGBT organizací, které odmítaly nový zákon o rodině, a vyzývaly vládu, aby přestala činit rozdíly mezi homosexuálními a heterosexuálními páry v definici manželství. Vyzýváme vládu, aby upustila od části zákona o rodině, který zakazuje evidenci stejnopohlavních manželství nebo partnerství," tak znělo prohlášení organizací. 4. ledna 2006 učinilo pět estonských NGO podporujících LGBT práva tiskové prohlášení se žádostí vládě, aby zpracovala nový zákon o partnerství pro páry stejného pohlaví, který by jim poskytnul stejná práva a povinnosti jako mají různopohlavní páry.
Na druhou stranu několik konzervativních politiků tvrdilo, že Estonsko není ještě připravené na stejnopohlavní manželství, a že ani není potřeba vytvářet separátní zákon o stejnopohlavních svazcích, kterým se již za stávající právní úpravy dostává základní ochrany, byť nepřímé. Väino Linde, předseda Ústavní komise při Riigikogu (estonský parlament), prohlásil, že rád vidí konzervativní postoje jak v parlamentu, tak i v Ústavní komisi.
Od r. 2005 byla Estonská sociálně-demokratická strana jedinou politickou stranou, která veřejně deklarovala svoji podporu stejnopohlavního manželství. Estonská strana středu a Estonská reformní strana, že by takový zákon byly ochotny tolerovat. Několik pravicových stran, zejména Res Publika a Pro Patria Union, stejnopohlavní manželství odmítly.

### Zákon o registrovaném partnerství
V červenci 2008 oznámilo estonské ministerstvo spravedlnosti, že sepíše návrh zákon o registrovaném partnerství pro páry stejného pohlaví. Příslušná legislativa se měla stát platnou následující rok a měla poskytovat homosexuálním párům určitá práva, zejména majetková a dědická. Se zákonem souhlasila většina stran zastoupených v estonském jednokomorovém parlamentu Riigikogu.
Ministerstvo se nejprve zabývalo podobou zákona o registraci nemanželských párů, včetně homosexuálních. Rozsáhlá studie k této problematice byla publikována v červenci 2009, přičemž přicházely v úvahu tři varianty: uznání neregistrovaného soužití, registrace partnerství, případně otevření institutu manželství homosexuálním párům. Poslanci měli tedy na stole tři možnosti a mohli se rozhodnout, která se jim jeví jako optimální. 1. července 2010 byl přijat nový zákon o rodině definující manželství jako trvalý svazek muže a ženy a deklarující oficiální svazky mezi osobami téhož pohlaví neplatnými. Estonský premiér Andrus Ansip se k tomu vyjádřil tak, že nevěří v dohlednou legalizaci stejnopohlavního manželství v Estonsku a zbytku Pobaltí.
25. května 2011 vyzval estonský omdusman Indrek Teder resort spravedlnosti k předložení návrhu zákona o registrovaném partnerství. Podle Tedera bylo neuznávání stejnopohlavních svazků v rozporu s estonskou ústavou. Brzy poté se téma registrovaného partnerství stalo opět předmětem politických debat.
Estonská reformní strana a Sociální demokracie vyjádřily podporu legalizaci registrovaného partnerství. Proti byla konzervativní Unie Pro Patria a Res Publica. Estonská strana středu podpořila diskuze na toto téma. Práce na návrhu zákona dokončilo Ministerstvo spravedlnosti v srpnu 2012 a až do 1. října 2012 se o něm vedly další diskuze, a to jak s politickými subjekty, tak i s nevládními organizacemi. V březnu 2014 začaly parlamentní výbory pracovat na návrhu zákona přiznávajícím právní status nesezdaným párům. Finální zákon o registrovaném partnerství (estonsky: Kooseluseadus) byl parlamentu předložen 17. dubna 2014. 22. května získal návrh souhlasné stanovisko estonské vlády. 19. června 2014 odmítl Riigikogu návrh na zamítnutí návrhu v prvním čtení. Pro hlasovalo 32 poslanců, proti 45.
 Druhé čtení se uskutečnilo 8. října, v němž byl odmítnut návrh na vypsání referenda. Pro hlasovalo 35 poslanců, proti 42. Rovněž byl odmítnut další návrh na zamítnutí. K finálnímu hlasování došlo 9. října. Pro bylo 40 poslanců, proti 38. Návrh byl tedy přijat a ten samý den podepsán estonským prezidentem Toomasem Hendrikem Ilvesem. Účinným se stal 1. ledna 2016.
9. říjen 2014 hlasování Riigikogu
| Strana                        | Pro | Proti | Zdržel se | Nepřítomen (nehlasoval) |
| ----------------------------- | --- | ----- | --------- | ----------------------- |
| Estonská reformní strana      | 19  | 6     | 4         | 4                       |
| Estonská strana středu        | 6   | 13    | 2         | 5                       |
| Unie Pro Patria a Res Publica | 0   | 19    | 1         | 3                       |
| Sociální demokracie           | 15  | 0     | 3         | 1                       |
| Celkem                        | 40  | 38    | 10        | 13                      |

Před účinností zákona o registrovaném partnerství bylo zapotřebí přijetí prováděcích akty, které ale blokovala konzervativní Unie Pro Patria a Res Publica, jež se po parlamentních volbách 2015 podílela na vládě. Ta zastávala názor, že by tato věc byla být spíše v kompetenci parlamentu než vlády, čímž se dostala do sporu s Estonskou stranou reformy a Sociální demokracií. 25. listopadu 2015 zamítl Riigikogu v prvním čtení návrh na zrušení zákona. Pro hlasovalo 41 poslanců, proti 42. V prvním čtení byly tím pádem také nejtěsnější možnou většinou přijaty prováděcí akty, k nimiž bylo podáno příliš velké množství opozičních pozměňovacích návrhů. Z tohoto důvodu oznámila předsedkyně Výboru pro právní záležitosti Heljo Pikhofová, že není schopná do konce prosincové parlamentní schůze dokončit práce na nich. Tím pádem se celá záležitost odsunula na 11. leden, a tudíž se zákon o registrovaném partnerství stal účinným bez přijetí prováděcích aktů, které by v 85 souvisejících právních předpisech doplnily registrovaného partnera vedla manžela. To způsobilo značné množství právních nejasností. Další čtení byla naplánována na leden 2016.
Vzhledem k tomu, že Riigikogu bude muset ještě přijmout prováděcí akty, žijí estonské homosexuální páry v právním vakuu, a musejí se svých práv domáhat soudní cestou. Ačkoliv se homosexuální páry mohou v Estonsku registrovat, nejsou například o uzavřeném partnerství vedeny záznamy na matrikách. V srpnu 2016 se homosexuální pár obrátil na Správní soud v Tallinnu. 10. dubna 2018 rozhodl estonský nejvyšší soud, že zákon o registrovaném partnerství platí se všemi svými zamyšlenými účinky, a to navzdory nepřijetí prováděcích aktů.
V lednu 2017 řekl předseda Výboru Riigikogu pro právní záležitosti Jaanus Karilaid (Estonská strana středu), že se prováděcí právní předpisy k zákonu o registrovaném partnerství s největší pravděpodobností nestihnou projednat do konce stávajícího volebního období, a že celá tato zapeklitá situace je důsledkem politických obstrukcí. Rovněž Karilaid rovněž připomněl, že je vyloučené zrušení zákona o registrovaném partnerství, a že jsou momentálně důležitější jiná témata. Estonský premiér Jüri Ratas řekl, že by se zákon o registrovaném partnerství neměl rušit nejen v tomto volebním období, ale i v těch následujících. O měsíc později rozhodl Správní soud v Tallinnu (viz výše), že žaloba ze srpna 2016 byla oprávněná, a že estonská vláda musí vyplatit žalujícím finanční odškodnění za nepřijetí nezbytných souvisejících právních předpisů k registrovanému partnerství. Proti tomuto rozhodnutí bylo podáno odvolání. V září 2017 estonská prezidentka Kersti Kaljulaidová kritizovala parlament za nepřijetí prováděcích aktů.
V únoru 2017 potvrdil Správní soud v Tallinnu, že je Ministerstvo vnitra povinné registrovat přiosvojení dítěte (stepchild adoption) v rámci homosexuálního páru, které umožňuje přijatý zákon o registrovaném partnerství. Resort vnitra se proti tomu neodvolal. V lednu 2010 rozhodl Obvodní soud v Tartu, že lesbický pár žijící v registrovaném partnerství smí adoptovat dítě a zrušil rozhodnutí soudu nižší instance, který zamítl jejich žádost o zapsání do registru zájemců o osvojení dítěte.
Během veřejných diskuzí na téma registrovaného partnerství se vyoutovala nezanedbatelná část celebrit, včetně choreografa Jüriho Naela, herce Risto Kübara, módního návrháře Alda Järvsoo  a zpěváka Lauri Liiva.

#### Statistiky
Do srpna 2016 uzavřelo registrované partnerství 29 homosexuálních párů.

### Návrh zákona o stejnopohlavním partnerství
V únoru 2016 navrhlo několik poslanců (zejména z Estonské strany svobodných) zákon o partnerství párů stejného pohlaví, který by nahradil stávající zákon o registrovaném partnerství a vytvořil novou právní úpravu. Andres Herkel, mluvčí Strany svobodných, kritizoval zákon o registrovaném partnerství, který má podle něj za následek právní zmatky, protože zahrnuje jak homosexuální, tak i heterosexuální páry: "Regulovat stejnopohlavní a různopohlavní páry prostřednictvím jednoho zákona vyvolává zmatky v pojmech." Návrh zákona odmítla Estonská konzervativní lidová strana, Strana reformní a Sociální demokracie. Pro přijetí hlasovalo pouze 14 poslanců.

### Návrh na zrušení zákona o registrovaném partnerství
V říjnu 2017 hlasoval estonský parlament Riigikogu proti návrhu na zrušení zákona o registrovaném partnerství (estonsky: Kooseluseaduse kehtetuks tuunistamise seaduse eelnõu). Zrušení zákona podporované Konzervativní lidovou stranou, Pro Patria a Res Pulica Union bylo zamítnuto v prvním čtení v poměru hlasů 19:47 17. října. Ve Straně středu hlasovali někteří poslanci proti, případně se zdrželi, zatímco ve Straně svobodných se většina zdržela. Podporovatelé návrhu na zrušení zákona o zrušení registrovaného partnerství argumentovaly, že zákon rozděluje estonskou společnost.
17. říjen 2017 hlasování Riigikogu
| Strana                               | Pro | Proti | Zdržel se | Nepřítomen (nehlasoval) |
| ------------------------------------ | --- | ----- | --------- | ----------------------- |
| Estonská reformní strana             | 1   | 21    | 4         | 4                       |
| Estonská strana středu               | 0   | 7     | 9         | 11                      |
| Sociální demokracie (Estonsko)       | 0   | 15    | 0         | 0                       |
| Unie Pro Patria a Res Publica        | 10  | 1     | 1         | 0                       |
| Estonská strana svobodných           | 1   | 1     | 6         | 0                       |
| Estonská konzervativní lidová strana | 7   | 0     | 0         | 0                       |
| Nezařazení                           | 0   | 2     | 0         | 0                       |
| Celkem                               | 19  | 47    | 20        | 15                      |

## Stejnopohlavní manželství
V prosinci 2016 uznal estonský soud první stejnopohlavní manželství. Jednalo se o gay pár, který uzavřel sňatek ve Švédsku, a rozhodl se přestěhovat do Estonska, kde požádal o registraci jejich manželství, k níž došlo na konci ledna 2017. Prvoinstanční soud v Harju jim zpočátku nechtěl vyhovět. Odvolací soud v Tallinnu však rozhodnutí soudu nižší instance zrušil a rozhodl, že veškerá manželství uzavřená v zahraničí musí být v Estonsku uznávána a evidována, pokud žadatelé mají buď trvalý pobyt na území Estonska, případně je jeden z manželů estonským občanem. Podle estonských právníků by se případě uznávání zahraničních stejnopohlavních manželství měly posuzovat případ od případu. Například v listopadu 2017 rozhodl stejný soud, že estonsko-americké stejnopohlavní manželství by nemělo být uznáno pro účely trvalého pobytu. Pár se proti tomuto rozhodnutí odvolal k estonskému nejvyššímu soudu, který se v dubnu 2018 odmítl jejich případem zabývat. Pár se proto rozhodl uzavřít registrované partnerství, protože estonský nejvyšší soud ve svém rozsudku poznamenal, že pouze takový právní institut je plně kompatibilní s estonským právním pořádkem. Díky tomu bylo americkému partnerovi umožněno se trvale usadit v Estonsku. Po rozhodnutí Soudního dvora EU z června 2018 týkajícího se rezidenčních práv homosexuálních párů v Evropské unii jsou estonské soudy povinné zacházet s homosexuálními i heterosexuálními páry pro účely získávání trvalého pobytu zcela stejně. Since then, the Police and Border Guard Board has recognised same-sex marriages performed abroad, as long as both partners held residence in the country they married in at the time of registering their marriage.
V březnu 2017 kritizoval Martin Helme z Konzervativní lidové strany během svého projevu v estonském jednokomorovém parlamentu Riigikogu soudce, kteří v prosinci 2016 rozhodli ve prospěch uznání zahraničního sňatku mezi dvěma muži, za což by podle jeho názoru měli být odvoláni z funkce. Jeho projev kritizovalo mnoho estonských politiků a osobností, včetně estonské prezidentky Kersti Kaljulaidové, předsedy Nejvyššího soudu Priita Pikamäe a mluvčího parlamentu Eiki Nestora.
V červnu 2017 rozhodl estonský nejvyšší soud, že by homosexuální páry měli mít právo na ochranu jejich rodinného života, čímž rozhodl v rozporu se svými předchozími rozsudky týkajícími se rezidenčních práv, neboť ve zdůvodnění poukázal na to, že estonské zákony nezakazují udělování trvalého pobytu stejnopohlavním manželům.
V listopadu 2017 vyzval arcibiskup Urmas Viilma z Estonské evangelické luteránské církve k přijetí novely estonské ústavy, která by definovala manželství jako svazek mezi mužem a ženou. Tu podpořily v kampani k nadcházejícím parlamentním volbám Estonská konzervativní lidová strana a ProPatria. Předseda parlamentu Eiki Nestor řekl, že jeho žádosti nebude vyhověno, a že nic takového není obsaženo ani v Bibli, natož v ústavě.
Podle Centra pro občanská a politická práva bude estonský nejvyšší soud v nadcházejících měsících rozhodovat o stejnopohlavním manželství.

## Veřejné mínění
Výzkum zveřejněný v červnu 2009 ukázal, že 32 % Estonců věří, že by homosexuální páry měly mít stejné právní postavení jako heterosexuální páry. Větší podpora 40 % byla u mladších ročníků. U starších jich bylo 6 %.
Výzkum zveřejněný v září 2012 ukázal, že 34 % Estonců podporuje stejnopohlavní manželství a 46 % registrované partnerství. Ve výsledcích je vidět značná etnická různorodst: 51 % etnických Estonců podporuje registrované partnerství, ale pouze 35 % etnických Rusů má stejný přístup.
Eurobarometické šetření z r. 2015 ukázalo, že 31 % Estonců souhlasí s legalizací stejnopohlavního manželství napříč celou Evropou, zatímco 58 % je proti.
Průzkum provedený v období od 28. března 2017 do 10. dubna 2017 ukázal, že zatímco podpora registrovaného partnerství zůstala v posledních 3 letech nezměněná (45-46 %), tak u stejnopohlavního manželství byl zaznamenán nárůst na 39 %, přičemž 52 % respondentů je stále odmítalo (v r. 2012 bylo odmítajících 60 % a v r. 2014 64 %). Taktéž byl zaznamenán nárůst akceptace homosexuality z 34 % v r. 2012 na 41 % v r. 2017. 52 % se však stále vyslovilo pro neakceptaci.